# 甘露梅
甘露梅（かんろばい）は、江戸時代、シソの葉で包んだ青梅を砂糖漬けにした、新吉原名物の和菓子である。

## 概要
川柳の「誹風柳多留」第20篇に「やきながら女房のたべる甘露梅」とある。「吉原大全」には「甘露梅は松屋庄兵衛手製しはじむ、昆布巻は近江や権兵衛製し出す、漬菜は洲崎や久兵衛製し初め也。此三品は中の丁の名物として、今は一同茶屋より配り物となりぬ」とある。国民百科大辞典は赤堀又次郎説として、「其製法、原料は梅の実、核を取去り、肉を数片に切り、紫蘇の葉に包み、梅酢に漬け、甘味をもたせる。核のない紫蘇まきの梅干に似たもの。梅干は柔かで歯ぎれがせぬ、甘露梅は永くおきてもはぎれがする、其はぎれが即ちこの品のいのち」としている。毎年5月中旬に作り、それを翌々年のお年玉として客に配られた。

## 山形の甘露梅
別に、山形県産の菓子に、甘露梅がある。梅ジャム、熨斗梅の類で、梅肉100斤、白砂糖100斤、ハチミツ5斤から製し、それよりも酸味が少ない。美しい鼈甲色で、甘味と酸味が相半ばし、美味である。